# Kovor
Kovor je naselje u slovenskoj Općini Tržiču. Kovor se nalazi u pokrajini Gorenjskoj i statističkoj regiji Gorenjskoj. 

## Stanovništvo
Prema popisu stanovništva iz 2002. godine naselje je imalo 758 stanovnika.